# حكايات حب عابرة
حكايات حب عابرة، مجموعة نصوص وحوارات من مؤلفات الشاعرة والكاتبة العربية السورية غادة السمان، صدرت في عام 2011، عن منشورات غادة السمان في بيروت، لبنان.